# Буркард фон Шарцфелд-Лаутерберг
Буркард фон Шарцфелд-Лаутерберг (на немски: Burchard, Graf von Scharzfeld-Lauterberg; † 25 февруари 1225) е граф на Шарцфелд-Лаутерберг в Харц, господар на господство Шарцфелд (днес част от Херцберг в Харц).

## Произход и наследство
Той е син на граф Зигебодо фон Шарцфелд-Лаутерберг († сл. 4 ноември 1192) и внук на граф Зигебодо фон Шарцфелд († сл. 3 август 1157). Брат е на граф Хайденрайх фон Лутерберг/Лаутерберг († 1228/1230), Зибото фон Шарцфелд († сл. 1206) и на граф Хайнрих фон Лаутерберг († сл. 1224).
Буркард получава Шартфелд, а брат му Хайнрих получава Лутерберг/Лаутерберг.

## Фамилия
Първи брак: с Адела фон Глайхен († 19 октомври 1224), дъщеря на граф Ернст III фон Глайхен († сл. 1228) и Берта фон Лора († сл. 1211). Те имат децата:
- Буркард Албус 'Мъдрия' фон Шарцфелд-Лаутерберг († сл. 1267), граф на Шарцфелд-Лаутерберг, женен за Ода фон Хадмерслебен († сл. 1264)
- Буркард III фон Шарцфелд-Лаутерберг († 18 май 1230/28 май 1233), граф на Шарцфелд-Лаутерберг, фогт на Пьолде, женен за Адела фон Еверщайн († сл. 28 май 1233)
- Буркард Струво (Криспус) фон Шарцфелд-Лаутерберг († сл. 1267), граф на Шарцфелд-Лаутерберг
- Аделхайд фон Шарцфелд († сл. 1265), омъжена за Лудолф фон Плесе († сл. 1244)
- дъщеря фон Шарцфелд, омъжена за Видекинд I фон Билщайн († сл. 1236)
- Хилдегардис фон Шарцфелд († сл. 1262), омъжена за фогт Херман фон Цигенберг († 1262)

Втори брак: пр. 21 януари 1222 г. с Аделхайд фон Цигенхайн (* ок. 1170; † сл. 26 февруари 1226), дъщеря на граф Рудолф II фон Цигенхайн († 1188) и съпругата му Мехтхилд от Графство Нида. Те имат двама сина:
- Херман фон Шарцфелд († сл. 1271), домхер в Майнц и Вюрцбург
- Зигебодо фон Шарцфелд († сл. 1265)

Вдовивцата му Аделхайд фон Цигенхайн се омъжва втори път сл. 25 февруари 1225 г. за Улрих I фон Мюнценберг († 1240) и има с него девет деца.